# Élections législatives partielles thaïlandaises d'août 1946
En 1946, des élections législatives partielles se tiennent en Thaïlande une seconde fois, le 5 août, pour pourvoir 82 des 186 sièges au sein de la Chambre des représentants, à la suite de l'abolition des sièges de députés nommés par le monarque stipulée dans la Constitution de 1946 entrée en vigueur en mai de la même année.
34,92 % de la population se rend aux urnes lors de cette seconde élection, soit 2 026 823 voix et 2,4 points de plus qu'en janvier.

## Contexte
En janvier 1946, des élections législatives se tiennent pour la quatrième fois en Thaïlande pour élire 96 sur 192 sièges de la Chambre des représentants, les 96 autres restants étant directement nommés par le monarque alors en place, Rama VIII. Les candidats sont tous élus sans étiquette politique depuis les élections de 1933. Les élections coïncident avec le retour de  Rama VIII en Thaïlande après sept ans à l'étranger. Il a 20 ans lorsqu'il revient en décembre 1945 avec son héritier, son frère Bhumibol Adulyadej (futur Rama X), et sa mère Srinagarindra. 
Une nouvelle Constitution est promulguée le 9 mai 1946 par le jeune monarque et co-signée par Pridi Banomyong, alors Premier ministre. Celle-ci prévoit, entre autres, l'instauration d'un parlement bicaméral dont la Chambre des représentants, chambre basse, est élu au suffrage universel mais dont le Sénat, nouvellement créé, est élu au suffrage indirect par les députés. La particularité de la Constitution est que, contrairement aux précédentes, la totalité des députés seront élus au suffrage universel. Elle autorise également les citoyens à créer librement des partis politiques, sans pour autant disposer d'une loi conforme sur ceux-ci. C'est ainsi que le tout premier parti, le Parti progressiste (th) de 1945, est créé, suivi du Parti constitutionnel (th) et du Parti uni (th), fondé respectivement par Thawan Thamrongnawasawat et Thong-in Phuripat (th). Le premier disparaît cependant dès avril 1946 au profit du Parti démocrate, officieusement fondé le même mois, et fondé par Khuang Aphaiwong, ancien Premier ministre. À la suite de l'abolition des sièges issues d'une directe nomination par le monarque, une élection partielle est ainsi organisée pour pourvoir 82 sièges vacants au sein de la chambre basse. Elle est officiellement annoncée et décrétée par Rama VIII le 31 mai.
Une instabilité politique s'installe cependant à la suite du décès prématuré de Rama VIII, retrouvé mort avec une balle dans la tête. Pridi Banomyong est accusé d'avoir commandité son assassinat. Sous ces fortes pressions, il remet sa démission deux jours après. La Chambre des représentants vote cependant pour son maintien le même jour. 

## Mode de scrutin
Comme depuis les élections de 1937, les députés sont élus au scrutin uninominal majoritaire à un tour. Il s'agit, par ailleurs, de la dernière utilisation de ce mode de scrutin au sein d'une élection législative en Thaïlande avant d'être réutilisée pour les élections de 2001.

## Résultats
| Parti | Parti                 | Sièges |
| ----- | --------------------- | ------ |
|       | Parti constitutionnel | 32     |
|       | Parti uni             | 27     |
|       | Parti démocrate       | 18     |
|       | Parti indépendant     | 5      |
| Total | Total                 | 82     |

## Suites
À la suite de l'élection partielle, Thawan Thamrongnawasawat (Parti constitutionnel) est élu Premier ministre par les députés le 23 août à 113 voix (soit 63,48 % des députés), contre seulement 52 voix (soit 29,21 % des députés) pour Seni Pramot (Parti démocrate), après une seconde démission de Pridi Banomyong, invoquant cette fois-ci des raisons de santé. En réalité, il subit de grandes pressions en étant toujours accusé de la mort de Rama VIII, ainsi a t-il démissionné sous la forte propagation de cette rumeur.
| Candidat   | Candidat   | Candidat                 | Parti      | Voix | %     |
| ---------- | ---------- | ------------------------ | ---------- | ---- | ----- |
|            |            | Thawan Thamrongnawasawat | PC         | 113  | 63,48 |
|            |            | Seni Pramot              | DEM        | 52   | 29,21 |
| Total      | Total      | Total                    | Total      | 165  | 92,69 |
| Abstention | Abstention | Abstention               | Abstention | 13   | 7,30  |